# Parbhani (Distrikt)
Der Distrikt Parbhani (Marathi: परभणी जिल्हा) ist einer von 35 Distrikten des Staates Maharashtra in Indien.
Die Stadt Parbhani ist Verwaltungssitz des Distrikts. Die letzte Volkszählung im Jahr 2011 ergab eine Gesamtbevölkerungszahl von 1.836.086 Menschen.

## Geschichte
Von vorchristlicher Zeit bis ins Jahr 1345 wurde das Gebiet – wie die ganze Region – von diversen buddhistischen und hinduistischen Herrschern regiert. Der erste namentlich bekannte Staat war das Maurya-Reich, die letzte nichtmuslimische Dynastie waren die Yadava. Nach jahrzehntelangen Tributzahlungen an muslimische Regenten im Norden Indiens erfolgte 1345 die Besetzung durch muslimische Soldaten. Danach herrschten bis ins Jahr 1724 verschiedene muslimische Dynastien (Sultanat Delhi, Bahmani, Dekkan-Sultanate und die Grossmoguln). Von 1724 bis 1956 stand das Gebiet unter der Herrschaft des Nizam von Hyderabad und gehörte zum Staat Hyderabad bzw. zum Bundesstaat Hyderabad (1948–1956). Im Jahre 1956 wurde dieser indische Bundesstaat geteilt und das Gebiet kam zum Staat Bombay. Auch dieser Bundesstaat wurde 1960 aufgelöst und der Distrikt Parbhani ein Teil von Maharashtra. Am 1. Mai 1999 wurde der damalige Tehsil Hingoli ausgegliedert und bildet seitdem den Distrikt Hingoli.

## Bevölkerung
Die städtische Bevölkerung macht nur 31,03 Prozent der gesamten Bevölkerung aus. Eine klar überwiegende Mehrheit der Bevölkerung sind Hindus. Die Muslime und Buddhisten sind bedeutende Minderheiten. Im Jahr 2001 waren von 1.527.715 Einwohnern 1.121.246 Hindus (73,39 Prozent), 243.935 Muslime (15,97 Prozent) und 153.231 Buddhisten (10,03 Prozent).

### Bedeutende Orte
Einwohnerstärkste Ortschaft des Distrikts ist der Hauptort Parbhani. Weitere bedeutende Städte mit einer Einwohnerschaft von mehr als 25.000 Menschen sind Gangakhed, Sailu, Jintur, Purna, Pathri und Manwath.